# Christian Benedict
Christian Benedict, född 11 december 1976 i Hamburg, är en tysk forskare och författare med fokus på sömn och sömnbrist.

## Biografi
Benedict disputerade 2008 inom ämnet humanbiologi vid Universitetet i Lübeck i Tyskland. År 2013 blev han docent i neurovetenskap vid Uppsala universitet. Från 2022 var han universitetslektor vid samma lärosäte och 1 juni 2025 befordrades han till professor i farmakologi.

## Forskning
Benedict är medförfattare till många vetenskapliga artiklar. Hans forskargrupp studerar hur sömn och sömnbrist påverkar hälsa och prestation. Till forskningsresultaten hör upptäckten att långvariga sömnstörningar och högre blodtryck på natten kan öka risken för Alzheimers, att akut sömnbrist kan resultera i ökade nivåer av ämnen kopplade till Alzheimers och akut hjärnskakning, och att skiftarbete orsakar nedsatt prestationsförmåga som kan ta flera år att reparera. Vidare har hans forskning visat att otillräcklig sömn ökar frisättningen av aptitfrämjande hormon (till exempel ghrelin) och leder till förhöjt blodsocker hos människor. En studie visar att framförallt män sover sämre under växande måne jämfört med under avtagande måne. Hans publicering har (2023) enligt Google Scholar över 14 000 citeringar och ett h-index på 65.

## Författarskap
Hans första bok, Sömn Sömn Sömn: Hur minne, immunförsvar, vikt, koncentration och dina känslor hör ihop med din sömn (Bonnier Fakta), författad tillsammans med Minna Tunberger, publicerades 2018 och har översatts till tyska, ryska, estniska och japanska. I sin andra bok, Sov dig till ett bättre liv, breddar han ämnet och diskuterar snarkning, mardrömmar, minnesfunktioner, val av säng och mycket mer. Faktainnehållet grundar sig på både egen och andras forskning, samt hans personliga erfarenheter, särskilt från den period då han var en sömnstörd fyrabarnsfar..
Boken har översatts till italienska, rumänska, norska och polska. Han har även skrivit ett kapitel om sömn i Maria Dufvas bok Värsta Bästa Hälsan och författat förordet i böckerna 24-timmarskoden och Sömnrevolutionen: förändra ditt liv en natt i taget.

## Populärvetenskaplig aktivitet
Benedict deltar aktivt som expert inom ämnet sömn. Han har bland annat varit gäst i flera podcasts. Tillsammans med komikern David Batra medverkade Benedict i det svenska TV-programmet Sov gott. Han har också agerat som TV-sömnexpert för Nyhetsmorgon samt SVT:s Lilla Aktuellt, Fråga doktorn, Din hjärna och Supersovarna. Benedict har även refererats i olika tidningsartiklar om sömn.

## Utmärkelser
Benedict har erhållit flera utmärkelser för sin forskning. År 2006 tilldelades han Silvia-King-Priset, 2011 mottog han "Dr.-Werner-Fekl-Förderpreis" för studier om insulin och det mänskliga nervsystemet, och 2012 tilldelades han ett pris som lovande sömnforskare från det tyska föreningen för sömnforskning och sömnmedicin. År 2014 belönades han med Oscarspriset (Uppsala universitet) från Uppsala universitet.